# Yuuwaku
«YUUWAKU» es el 13º sencillo de la banda GLAY. Fue lanzado el 29 de abril de 1998. Salió a la venta junto con el sencillo SOUL LOVE.

## Canciones
1. YUUWAKU
2. Little Lovebirds
3. YUUWAKU (instrumental)